# الاتفاقية الاطارية لتقاسم مكامن الهيدروكربون بين مصر وقبرص
الاتفاقية الاطارية لتقاسم مكامن الهيدروكربون بين مصر وقبرص، هي اتفاقية وقعتها الحكومتين القبرصية والمصرية في 12 ديسمبر 2013، القاهرة، مصر، وتدور حول تنمية خزانات الهيدروكربون عبر يكون على أساس خط المنتصف الذي تم إرساؤه في اتفاقية ترسيم الحدود في 2003. منذ 2007 تطالب قبرص مصر بتوقيع اتفاقية منذ عام 2007.

## أقسام الاتفاقية
يوجد بالاتفاقية جزآن رئيسيان:
1. فرض منطقة تنقيب بالتنسيق، على طول الحدود المصرية القبرصية، وبعمق 10 كم في المياه المصرية من خط المنتصف. وتنظم الاتفاقية تبادل المعلومات والبيانات والاستكشافات في هذا الشريط.[1] ودون فرض حزام مماثل في المياه القبرصية.
2. إرساء أسس تقاسم مكامن الهيدروكربون المشتركة. ويمتد هذا النوع من الاتفاقيات ليشمل حدود الخزان الجيولوجي الحاوي للمكمن. وكلما تم اكتشاف معلومات جديدة عن امتداد (أو انتشار) هذا المكمن الجيولوجي، فإن الاتفاقية تمتد لتشمله.[2]

### أفكار الإسالة في دمياط
قيل أن نقاشاً دار، في 12 ديسمبر 2013، حول مد حبل سري من حقل أفروديت للغاز إلى الحبل السري لمنظومة الغاز المصرية بالبحر المتوسط، بهدف تسييل الغاز القبرصي والإسرائيلي في معمل سيجاس للإسالة بدمياط. إلا أن هذا الحديث سابق لأوانه، لأن أفروديت لم يصل لتلك المرحلة بعد. والأهم من ذلك أن الحكومة القبرصية، ليست هي متخذ القرار فيما يخص ذلك الأمر، بل يرجع ذلك في الأساس إلى شركة نوبل انرجي.

## المزايا
تحديد أسس لتقاسم استغلال الثروات الهيدروكربونية من المكامن المشتركة بين البلدين، هو تقليد جيد يضمن حفظ حقوق البلدين، ويستخدم بنجاح في تقاسم حقل غاز الشمال للغاز الطبيعي بين قطر وإيران.

## تقاسم مكامن الغاز
حين يمتد مكمن (أو حقل) لثروة طبيعية سائبة (مثل الغاز الطبيعي والبترول والمياه الجوفية) عبر الحدود السياسية بين دولتين، يصبح هناك تخوف لدى الطرفين من أن أياً منهما بإمكانه السحب من جانبه على الحدود لكمية من الثروة القابعة تحت أراضي الدولة الأخرى. ولعل أبرز حالة لهذا النزاع كان اتهام العراق للكويت في عام 1990 بسرقة نفط من حقل جنوب الرميلة الممتد على جانبي الحدود. وقد تطور ذلك الخلاف إلى الغزو العراقي للكويت. وعلى العكس من ذلك نجد مثالاً سلمياً تقاسمت بموجبه إيران وقطر ثاني أكبر حقل غاز طبيعي في العالم، حقل غاز الشمال. وكان التقاسم مبني على تقدير وحدات الهيدروكربون في المكمن.
ويتم التقاسم بالوحدات (بالإنجليزية: Unitization)‏ بحساب حجم الطبقة الجيولوجية الحاوية للثروة الطبيعية، ثم تحديد نسبة تواجد هذا الحجم في كل جانب من الحدود. وبناء على تلك النسبة، يتم تقاسم الثروة المستخرجة.

## المآخذ

### مآخذ حزام التنقيب المنسق
قبرص بدأت بالفعل في تطوير حقل أفروديت للغاز الواقع على بعد 2 كم من الحدود المصرية. كما تعمل أكبر شركات النفط العالمية في الجانب القبرصي. بينما البلوكات المصرية الواقعة على الحدود فلا توجد شركات عاملة فيها. وهذا الموقف يعني أن قبرص ستواصل تطوير حقل يُتوقع أن يجلب لها 10 مليارات دولار سنوياً، بينما مصر لن يسمح لها بالتنقيب في هذا الشريط بعرض 10 كم لأن ذلك ستراه قبرص والشركات الدولية العاملة فيها على أنه انتقاص من مخزونات قبرص.

### مآخذ التقاسم بين مصر وقبرص
للتوصل لاتفاقية عادلة يجب أن يكون البلدان على نفس المستوى من القدرة على المسح السيزمي والتنقيب والإنتاج. وإلا فبإمكان أحد البلدين أن يدعي أن المكمن (الحقل) يمتد لمساحات شاسعة في ناحيته من الحدود، بحيث يظهر أن الجزء الأعظم من المكمن تابع له، وبالتالي فيحق له استخراج ذات النسبة من إجمالي إنتاج الحقل.
فعلى سبيل المثال، لو افترضنا، كما في الشكل (1)، أن حقلاً بطول 10 كم على طول الحدود المصرية القبرصية، وبعرض 5 كم في الجانب المصري و 5 كم في الجانب القبرص. أي أن مساحة الحقل الإجمالية هي 10 × 10 = 100 كيلومتر مربع يمتد بين مصر وقبرص مناصفةً (في الواقع)، وأن الطبقة الجيولوجية الحاملة للغاز تتواجد بنفس السمك، 1 كم، في الجانبين المصري والقبرصي. أي أن نصف الحقل/المكمن (بحجم 10×5×1=50 كم³) يقع في مصر والنصف الآخر (50 كم³) يقع في قبرص. حيث أن قبرص تعمل فيها شركة نوبل إنرجي (المهيمنة على كل حقول غاز المتوسط في إسرائيل وقبرص) كما بدأ في العمل مع تلك الشركة أكبر عشر شركات نفط في العالم في بلوكات قبرصية مختلفة. وعلى الجانب المصري الملاصق للحدود لا توجد شركة واحدة تعمل في أي من البلوكات المصرية الملاصقة، التي تحتوي الامتداد المصري (50% في مثالنا الافتراضي). يمكن لقبرص أن تأتي لمصر، بالشكل (2)، قائلة أنها اكتشفت أن الحقل المشترك يمتد مئة كيلومتر إلى الشمال وبمتوسط سـُمك 2 كم (أي ضعف السـُمك في الجانب المصري) وإن ظل طول الحقل عشرة كيلومترات شرق-غرب. وبالتالي فإن حجم الجزء القبرصي من الحقل تصبح 100×10×2 = 2,000 كم³ وحجم الجزء المصري ما زال 50 كم³. أي أن حصة مصر من الحقل تنخفض من 50% إلى نحو 2.5%. وحيث أن مصر ليس لديها أي قدرة على تقدير امتداد المكامن في مياهها أو في مياه قبرص، فإنها سترضخ للتقييم المقدم من قبرص، خاصة وإنه سيكون مدعوماً من أكبر عشر شركات بترول في العالم.
أضف لذلك، أن شركة نوبل إنرجي تقوم بين الفينة والأخرى بالدخول للمياه المصرية للقيام بحفر استكشافي، لا نعرف من يصرح لها به.

## التصديق
وفي 27 نوفمبر 2014، قام الرئيس عبد الفتاح السيسي بالتصديق على الاتفاقية بالنيابة عن مجلس الشعب.

## النقد
في 5 فبراير 2018، أعلنت تركيا على لسان وزير خارجيتها مولود جاويش أوغلو، رفضها الاتفاقية الإطارية بين مصر وقبرص لتقاسم مكامن الهيدروكربون، وقررت بدء التنقيب في شرق المتوسط، في المستقبل القريب.
جاء هذا الرفض بعد ما يزيد عن 4 سنوات من توقيع الاتفاقية في ديسمبر 2013، وفي الوقت نفسه، فإن هذه الاتفاقية الإطارية لا تؤثر على حقوق تركيا في شيء. الاتفاقية التي أعتدت على حقوق مصر وتركيا هي اتفاقية ترسيم الحدود المصرية-القبرصية في 2003، ولكن تركيا لا تريد رفضها، لأنها توافق على ما استولت عليه قبرص من مصر، عشماً في حصول القبارصة الأتراك على حصة في حقل أفروديت للغاز (القبرصي إسماً، والإسرائيلي مِلكاً) الذي يقع في مياه كانت مصرية ثم أصبحت قبرصية عند الطرف الشرقي لهذا الترسيم. تتخذ هذا الموقف حتى لو كان الطرف الغربي لهذا الترسيم يدمر فرص تركيا في الحصول على أي مياه اقتصادية بالبحر المتوسط لتوغل خط الترسيم لنحو 100 كيلومتر إضافية غرباً لتتصل باليونان على حساب تركيا ومصر.
تعقيباً علي التصريحات التي أدلي بها وزير خارجية تركيا مولود جاويش أوغلو بشأن عدم اعتراف تركيا بالاتفاق المبرم بين مصر وقبرص عام 2013 بترسيم الحدود البحرية بين البلدين للاستفادة من المصادر الطبيعية في المنطقة الاقتصادية الخالصة للبلدين في شرق البحر المتوسط، ورداً على استفسار من عدد من المحررين الدبلوماسيين، أكد المستشار أحمد أبو زيد المتحدث الرسمي باسم وزارة الخارجية المصرية علي أن اتفاقية ترسيم الحدود البحرية بين مصر وقبرص لا يمكن لأي طرف أن ينازع في قانونيتها، حيث أنها تتسق وقواعد القانون الدولي وتم إيداعها كاتفاقية دولية في الأمم المتحدة. وحذر أبو زيد من أي محاولة للمساس أو الانتقاص من حقوق مصر السيادية في تلك المنطقة، وانها تعتبر مرفوضة وسيتم التصدي لها.